# 無限の玄/風下の朱
『無限の玄/風下の朱』（むげんのげん かざしものあか）は、日本の小説家古谷田奈月による小説である。
2017年、中編『無限の玄』が『早稲田文学増刊 女性号』に掲載される。2018年、中編『風下の朱』が『早稲田文学 2018年初夏号』に掲載される。同年、『無限の玄』が第31回三島由紀夫賞を受賞する。同年、『風下の朱』が第159回芥川龍之介賞の候補作に選ばれる。同年、『無限の玄』と『風下の朱』を収録した単行本『無限の玄/風下の朱』が筑摩書房より刊行される。装画は、影島晋平『するどい角度2』である。装丁は、名久井直子による。同年、『無限の玄/風下の朱』が第40回野間文芸新人賞の候補作に選ばれる。

## あらすじ
『無限の玄』
桂らは、血のつながった者同士5人で構成されるブルーグラスバンド〈百弦〉を結成している。ある日、桂の父である玄が、リビングの中央で倒れて亡くなっているのが発見される。しかし、しばらくの後に桂は、縁側の椅子に腰かけて庭を眺めている玄の姿を目にする。
『風下の朱』
中学・高校時代にソフトボールに打ち込んできた梓は、侑希美に誘われて女性だけから構成される明水大学野球部に入る。やがて梓は、経験やセンスをもっていることよりも、健康であることを侑希美が極めて重要視していることを知る。

## 主な登場人物
『無限の玄』
玄
桂の父。
律
玄の長男。
桂
玄の次男。語り手。
喬
律の叔父。
千尋
喬の息子。
『風下の朱』
侑希美
明水大学野球部部長。
梓
明水大学野球部部員。
杏奈
明水大学野球部部員。
潤子
明水大学野球部部員。

## 書評
『無限の玄』
小説家の辻原登は、「ありえない物語を語るための敷居は低く設定されていて、秀逸な細部とエピソードが重なり、連なるうちに我々はいともたやすくちょっと歪んだ宙間（ちゅうげん）に遊ぶことができる。功績は、主人公〈僕〉の無垢と詩魂にある」と評価している。小説家の平野啓一郎は、「野心的ではあるが、あまりに未整理だった前候補作『リリース』と比すれば、長足の進歩であり、設定を絞り込むことで、通念的な家族制度への懐疑という著者の主題は、各段に洗練された」と評価している。
『風下の朱』
書評家の豊崎由美は、「フェミニズム運動は豊かに展開していくであろうことを示唆する幕切れが爽やか」と評価している。産経新聞には、「非常に人物配置、ストーリー展開等、非常に計算された作品で、その分、多分に演劇的」「計算された人物配置、ジャンル的枠組みが、形式的に過ぎるかなということで、いま一歩、踏み込みが足りない」とする評価が掲載されている。